# 人民戦線
人民戦線（じんみんせんせん、仏: Front populaire, 西: Frente popular）とは、反ファシズム、反帝国主義、反戦主義を共同目標とする集団である。その起源はフランスの労働階級における統一戦線から発展したものであるが、「人民戦線」という言葉は1935年の第7回コミンテルン世界大会においてブルガリア共産党の指導者ゲオルギ・ディミトロフによる提唱の後に一般化した。フランス・スペイン・チリでは政権を掌握し、労働改革・社会改革などを実現した。

## 人民戦線が結成された国々

### イギリス
1936年12月に自由党のリチャード・アクランド、マルクス主義者のジョン・ストレイチー、労働党のG.D.H.コール、保守党のロバート・ブースビーがイギリス人民戦線を結成し選挙では一定の成功を収めたものの、政権獲得には至らなかった。

### フランス
1932年8月、作家のロマン・ロランやアンリ・バルビュス、アンドレ・ジッド、アンドレ・マルローらの呼びかけによってアムステルダム国際反戦大会が開催され、38カ国から2196人が参加し、翌33年6月、パリのプレイエル会館で第2回大会が開催された。この運動は、アムステルダム・プレイエル運動と言われる反戦・反ファシズム運動として発展した（日本からは片山潜が発起人として参加）。そのような状況下の1934年2月6日、前年にドイツでナチスが政権を掌握したのに刺激されて、右翼・ファシストが議会を攻撃する事件（1934年2月6日の危機）が起こった。当時、フランス社会党とフランス共産党は分裂し、対立していたが、この2月6日事件を機に、反ファッショ勢力の結集と行動の統一がはかられ、社会党系の労働総同盟の提唱したゼネラル・ストライキに共産党系の統一労働総同盟も参加し、共同行動が発展した。これに急進社会党が加わり、1936年4月に行われた議会選挙で人民戦線派が圧勝し、社会党のレオン・ブルムを首班とする人民戦線政府の成立に至る。
フランス共産党書記長のモーリス・トレーズによれば「人民戦線政府は労働者及び農民の政府の先駆であり、ソビエト主権確立、無産者独裁、社会主義革命の準備であらねばならぬ。しかしながら今日は未だそれらの実現のための条件は具わっておらぬ」と目標と現実を分析しているが、フランスではプロレタリアの指導に盲目的に服従することはない中産農民層がその人口の大きな部分を占め、その民主主義意識が共産主義をファシズム反対ということ以上には評価しなかった。フランス共産党は1936年6月初めにはフランス全土のストライキ騒動に対して社会党、労働総同盟などと協力してストライキ中止指令を出したり、同年10月中旬アルザス＝ロレーヌ地方の共産党の示威集会を政府の要求により集会の数を制限したことなどに見られるように反ファシズムに重点を置いたことで人民戦線維持のための消極的努力をしている。
フランスの場合、知識人の果たした役割が大きく、有給休暇（バカンス）・労働者の組合の地位向上（マティニョン協定）・週40時間制の実施・ランジュバン・ワロンの教育改革など重要な労働・社会立法を行ったが、先に成立していたスペイン人民戦線への軍部の反乱（スペイン内戦）に対して態度を明確に出来ず、また共産党と急進社会党が決裂したことによって、1937-1938年に解消されるに至った。

### スペイン
1936年1月、共和主義左派・社会党・共産党・マルクス主義統一労働者党（POUM）の間で協定が結ばれ、2月の選挙で勝利して、共和主義左派のマヌエル・アサーニャを首班とする人民戦線政府が成立した。しかしその後、反ファシズム・ファシズム両勢力の間の抗争が激化し、モロッコで軍部のフランコが反乱を起こし、それをナチス・ドイツのヒトラーとファシスト・イタリアのムッソリーニが支援した。対する人民政府側もソ連が支援に乗り出し、第二次世界大戦の前哨戦の様相を呈した。スペインは内戦状態となり、人民戦線を支援する国際義勇軍も派遣された（スペイン内戦）。
このスペイン内戦は3年間にわたり続いたが、この内戦を通じて人民戦線政府は転覆され、その後は長くフランコ独裁体制が続いた。
この人民戦線政府に対しては、アナーキスト（CNT急進派）やトロツキスト（ここではPOUMも含むが、POUMは厳密にはトロツキストではない）は「反ファッショ戦争を社会主義革命へ」と主張し、スペイン共産党はソ連の援助の下で、これらの革命派に対する粛清に狂奔した。内戦の過程で、ナチス・ドイツの義勇航空隊の無差別爆撃（ゲルニカ爆撃）に抗議して、ピカソの『ゲルニカ』が描かれた。またマルローの『希望』やヘミングウェイの『誰がために鐘は鳴る』、オーウェルの『カタロニア讃歌』はこの時の内戦に人民戦線側から取材したものである。

### チリ
1937年、急進党・社会党・チリ共産党・労働組合などが人民戦線として結束、翌1938年の大統領選挙で急進党のペドロ・アギーレ・セルダを当選させた。1941年末にアギーレ・セルダが大統領在任のまま死去すると、人民戦線は民主主義同盟と改称して、引き続き急進党のフアン・アントニオ・リオスを当選させた。
しかし、1946年の大統領選では社会党が同盟から離脱して、独自候補を立てた。急進党と共産党は引き続き同盟を維持して、急進党のガブリエル・ゴンサレス・ビデラを当選させた。ところが、ビデラは1948年に、アメリカ合衆国の圧力などもあり、突如として共闘していた共産党を非合法化し（民主主義防衛法）、チリの人民戦線は名実ともに崩壊した。

## コミンテルンの人民戦線
コミンテルンから1928年に除名されたレフ・トロツキーは、ナチスが伸張していた1930年の時期にスターリンが提唱しドイツ共産党が実践していた「社会ファシズム論」（社会民主主義はファシズムの双生児であり、ファシストより優先して打倒すべき対象とする理論と方針）を批判して「ナチスと対抗する社会民主主義と共産党の統一戦線」を呼びかけた。しかし、トロツキーの呼びかけは一顧だにされず、ドイツ共産党がナチスと敵対するどころか同盟を組んでストライキなどを行い、ナチスが政権を獲得、ドイツ共産党は社会民主党諸共非合法化により消滅する。
イタリアに端を発するファシズムがドイツにも伝播して流行したことを受けて、スターリンは社会民主主義をファシズムと同一視して敵視、糾弾する「社会ファシズム論」から社会民主主義と協調して歩調を合わせる人民戦線の推進に路線転換した。トロツキーはこのスターリンの現実主義的転換を「社会主義革命の全面的放棄によるブルジョア政党との野合＝統一戦線の戯画化」と批判した。実際に人民戦線運動時のフランス共産党は、巻き起こるストライキ運動を穏当な「権利獲得運動」に維持し、社会主義革命に即時直結させるような強引な急進的活動は控えたと言える。レオン・ブルムの首班指名に協力し、閣外からブルム内閣に協力し続けることになる。
スペイン共和国政府においてスペイン共産党は、その支配地域において地主制の廃止や工場の労働者所有を推進し「反ファシズム戦争を社会主義革命へ」を掲げるアナーキストや非コミンテルン系のマルクス主義政党（CNT急進派、POUMなど）に対して、一貫して「革命より反ファシズム戦争の勝利を優先するべき」あるいは「急激な革命は中産階級を反ファシズムの戦線から離反させる」と主張した。スペイン共産党は、共和国支配地域では「ブルジョア政党」も含めたアサーニャを首班とする人民戦線政府に参加する一方で、スペインに潜入したソ連の秘密警察の援助の下でCNT急進派、POUM、CNT-FAIなどの社会主義革命派を弾圧し、数多くの活動家を抹殺する。
アメリカでは、1936年の大統領選の際、人民戦線戦術に基づいてアメリカ共産党がノーマン・トーマス率いるアメリカ社会党に対し、共同での出馬を呼びかけたが拒否されている。当時、共産党の路線はニューディールに対する批判的支持を掲げるなど愛国主義的・ポピュリスト的であり、この路線は当時の党首アール・ブラウダーの名前から「ブラウダー主義」と呼称される。
人民戦線運動は1935年7月、モスクワで開催されたコミンテルン第7回大会で提唱され、コミンテルンの方針転換をもたらしたが、1939年8月にソ連のスターリンが独ソ不可侵条約を締結することで終結させられる。コミンテルン（スターリン）の方針は、反ファシズムよりも「アメリカ・イギリス帝国主義への反対」が強調され、コミンテルン支部の各国共産党と反ファシズム運動内部に混乱がもたらされた。また、フランス共産党は党員の3分の1が「独ソ協定」に反発して離脱し、政府からは「利敵団体」として非合法化された。
1940年のナチス・ドイツによるフランス侵攻という段階に至っても、（のちに捏造される伝説とは違って）フランス共産党は反ナチ・レジスタンス運動を開始するどころか、当初は占領当局に機関紙『ユマニテ』の発行を請願し、アナーキストやトロツキストの名簿をナチスに渡したりしている。
1941年のナチス・ドイツのソ連侵攻によって、フランス共産党も武装してレジスタンスを開始する。フランス共産党のレジスタンスは「ドイツ兵を一兵でも多くソ連から引き離せ」というスターリンの指令によって、その開始の当初からナチ将校の射殺を繰り返す激しい戦術を採用する。それに対するナチス側の弾圧も「疑わしきは処刑」と熾烈を極めたことから、フランス共産党は「銃殺を恐れぬ党」としてフランス社会で権威を取り戻すことになる。また、フランス共産党は「愛国主義とインターナショナリズムの融合」をレジスタンス運動におけるスローガンに掲げ、ドゴール派らブルジョアジーのレジスタンス組織とも協調した。あるいは、レジスタンスの大衆組織として「国民戦線」を結成し、主に中産階級の取り込みを図った。
1944年にナチスを放逐した国民的なレジスタンス運動は、共産党の権威の高まりとあいまって「ブルジョアジーすら社会主義を希求する」と言われたような状況を現出させる。しかし、モスクワに亡命していたフランス共産党の指導者モーリス・トレーズは帰国するなりレジスタンスの武装解除を命じ、資本主義体制再建に協力することになる。
イタリアでも同様の現象が起こり、反ファシズム・パルチザンとして武装した小作農民による土地占拠と農民自治の動きをイタリア共産党は武装解除させ、イタリアキリスト教民主党との協調による資本主義体制再建に手を貸した。戦後のフランス・ドゴール政権ではフランス共産党の書記長トレーズが、またイタリアでは共産党のトリアッティがいずれも副首相として入閣した。
あるいは、この「反ファシズム世界戦争」の時期には、植民地での民族解放運動にスターリンは反対する。それは「反ナチス同盟」によるアメリカ・イギリスとの協調を最優先にしたスターリンの考え（コミンテルン第7回大会）に基づくものであり、アメリカ共産党が広島・長崎への原爆投下を「反ファシズムの正義の行為」と賞賛し、戦後の日本共産党がGHQを一時的に「解放軍」と規定したような情況を作り出すことになる。その背景の詳細については、レーニンの敗戦革命論、敗戦革命戦略、も参照。
以上のことから、「人民戦線」戦術とは、ソ連が自由主義諸国に影響力を持つため、資本家・中産階級と共産党、あるいはアメリカやイギリスなどとソ連が協調する統一戦線政策という側面がある。これは、フランス、イギリス、アメリカにおける共産主義勢力の拡大といった一定の成功を収めた。ソ連によるその他の影響力工作については、ヴェノナ文書、米国共産党調書、レフチェンコ事件、ミトロヒン文書なども参照。
人民戦線運動の発想は、戦後の仏伊における挙国一致政権や1970年代チリの人民連合・連合政権などの統一戦線・政党間共闘などにも継承されている。日本においては、日本共産党の1970年代での「民主連合政府」の提案や、「『核兵器には資本家でも反対する』からその一点で共闘する」という1980年代の「反核統一戦線」（反戦運動も参照）、2010年代の「国民連合政府」の提案などで、この人民戦線の方法論が受け継がれている。

## 関連文献
- 竹内良知編　『ドキュメント現代史6　人民戦線』　平凡社、1973年。
- 山内明編　『ドキュメント現代史7　スペイン革命』　平凡社、1973年。
- 海原峻編　『ドキュメント現代史8　レジスタンス』　平凡社、1973年。
- 松本忠雄　『共産党にリードされる支那の抗日人民戦線』　第百書房、1936年。
- ヒットラー、ゲッベルス共著、大東文化協会研究部訳編　『人民戦線に対するナチスの宣戦』　青年教育普及会、1937年。
- ねずまさし　『フランスの人民戦線』　民主評論社、1948年。
- 斉藤孝　『スペイン戦争－ファシズムと人民戦線』　中央公論社<中公新書>、1966年。
- 海原峻　『フランス人民戦線統一の論理と倫理』　中央公論社<中公新書>、1967年。
- D・ゲラン　『人民戦線革命の破産』　海原峻訳、現代思潮社、1968年。
- 清水幾太郎　『スペイン革命と人民戦線』　沢五郎訳、現代思潮社<トロツキー文庫>、1969年。
- ジョルジュ・ルフラン　『フランス人民戦線』　高橋治男訳、白水社<文庫クセジュ>、1969年。
- ジャン・ゲーノ　『ある革命の証言－人民戦線を生きて』　山口俊章訳、二見書房<現代の証言>、1970年。
- スペイン共産党中央委員会小委員会編纂　『スペイン人民戦線史』　人民戦線史翻訳刊行委員会訳、新日本選書、1970年。
- フランス共産党中央委員会付属歴史小委員会編纂　『フランス人民戦線史』　人民戦線史翻訳刊行委員会訳、新日本選書、1971年。
- ロバート・モス　『アジェンデの実験－チリ人民戦線の勝利と崩壊』　上智大学イベロアメリカ研究所訳、時事通信社、1974年。
- 猪俣津南雄　『横断左翼論と日本人民戦線』　而立書房、1974年。
- ジャン・プラデル　『スペインに武器を－人民戦線とフランス革命1936』　吉田八重子訳、鹿砦社、1974年。
- 国際問題研究会編訳　『チリの悲劇－破産したもう一つの人民戦線』　柘植書房、1974年。
- J・エレンスタインほか　『フランス現代史上（人民戦線とレジスタンス）』　杉江栄一・安藤隆之訳、青木書店、1974年。
- 平瀬徹也　『フランス人民戦線』　近藤出版社<世界史研究双書>、1974年。
- レオン・ブルム　『人間から人間へ－わが人民戦線の回想』　吉田八重子訳、人文書院、1975年。
- ジャック・ダノス、マルセル・ジブラン共著　『フランス人民戦線－1936年民衆蜂起』　吉田八重子訳、柘植書房、1975年。
- トレーズ　『フランス人民戦線』　坂井信義訳、大月書店<国民文庫>、1976年。
- 平田好成　『フランス人民戦線論史序説』　法律文化社、1977年。
- 犬丸義一　『日本人民戦線運動史』　青木書店、1978年。
- G・ディミトロフ　『人民戦線戦術の諸問題』　藤井英男訳、運動史研究会<運動史研究資料>、1979年。
- J・J・L・ソペーニャ編著　『スペイン人民戦線史料』　法政大学出版局、1980年。
- 山極潔　『コミンテルンと人民戦線』　青木書店、1981年。